# Argumentum ad dictionarium
Argumentum ad dictionarium (łac. „argument do słownika”), ideologia atestacji słownikowej – pozamerytoryczny sposób argumentacji oraz pogląd językowy zakładający, że „poprawność” wyrazów i ich znaczeń jest determinowana przez fakt ich odnotowania w istniejących słownikach. Zwolennicy tego poglądu żywią przekonanie, że niezarejestrowane wyrazy i znaczenia nie są prawowitymi elementami języka.
W rzeczywistości język (w dużym stopniu także dialekt standardowy) nie jest skostniałym tworem, narzucającym ściśle ustalone wyrazy i znaczenia, lecz systemem dopuszczającym pewną dozę personalizacji ze strony użytkownika. Jeśli słownik nie uwzględnia pewnej możliwości użycia słowa, wówczas należy mówić o jego niekompletności. Niekompletność drukowanych słowników i opisów gramatycznych wynika z niemożności pełnego opisania systemów językowych oraz stałej zmienności praktyki językowej.
Odwołania do słowników są typowym elementem potocznych rozważań językowych. Praktyka normatywna (preskryptywna), przy negatywnym ocenianiu zjawisk językowych, zwykle wykorzystuje je w charakterze dopełnienia argumentacji. Publikacje o charakterze opisowym często są interpretowane w sposób preskryptywny, poniekąd wbrew zamierzeniom badaczy.